# Университетская улица (Саратов)
Университе́тская у́лица (до 1929 Каза́рменная у́лица) — улица Саратова. Проходит от Белоглинской до Соколовой улицы.

## История
Первое здание на улице — казармы Саратовского гарнизонного батальона — было построено в 1856 году за городом, в районе большого болотистого луга, известного как Московская площадь. По нему улица была названа Казарменной. Впоследствии, когда в 1909 году на площади началось строительство зданий Саратовского Императорского университета, горожане обратились с ходатайством в городскую управу о переименовании улицы в Университетскую, но предложение было отклонено. Только в 1929 году улица была переименована.

## Расположение
Улица начинается от короткого участка Белоглинской улицы, заключённого между агрегатным заводом и табачной фабрикой. Иногда этот участок называют Табачным проездом или некорректно относят к самой Университетской улице. Чуть южнее пересечения с улицей Вавилова улица поворачивает несколько на север. Улица заканчивается слиянием с Соколовой улицей.

## Здания
По нечётной стороне:

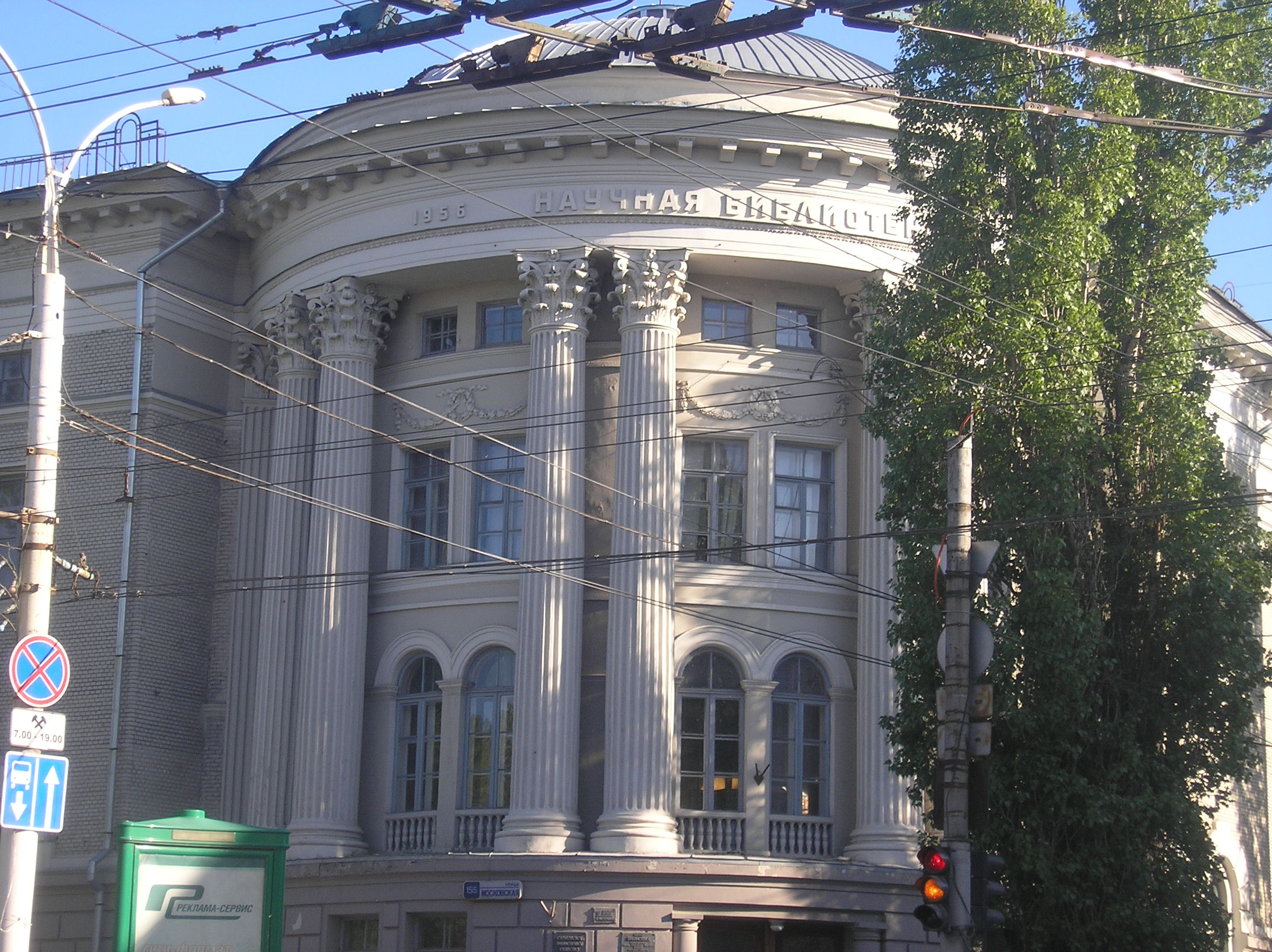
Научная Библиотека СГУ, угол Университетской и Московской

- № 1 — офис продаж Саратовского филиала ЭТМ
- № 39/41 — агрегатный завод.
- № 45/51 — министерства сельского и лесного хозяйства Саратовской области.
- IV корпус СГУ.
- № 59 — Саратовское художественное училище (бывшие казармы)

По чётной стороне
- Рабочая, 116 — Саратовский театр драмы имени И. А. Слонова.
- № 36 — ОАО «Нефтемаш» — САПКОН.
- № 40 — III корпус Саратовский государственный университет имени Н. Г. Чернышевского.
- № 42 — Научная библиотека СГУ.
- № 46 — институт «Микроб»
- № 70 — хлебокомбинат им. Стружкина

## Транспорт
- Ост. «Ул. Университетская» (у пересечения с Большой Горной) — троллейбусы № 5, 10.
- Ост. «Ул. Университетская» (у пересечения с Кутякова) — автобус № 247.
- Ост. «Ул. Московская» (между Московской и Кутякова) — троллейбус № 10.
- Ост. «Ул. Университетская» (у пересечения с Московской) — троллейбусы № 1, 10, 15.
- Ост. «Ул. Вавилова» (у пересечения с Вавилова) — троллейбусы № 2, 2А, 16.
- Ост. «Ул. Университетская» (у пересечения со Слонова) — трамваи № 9, 10.
- Ост. «Ул. Рабочая» (у пересечения с Рабочей) — автобус № 23.